# أنزآب العليا (كلخوران)
أنزآب العلیا (بالفارسية: انزآب‌علیا) هي قرية تقع في إيران في قسم کلخوران الريفي. يقدر عدد سكانها بـ 1,581 نسمة .